# NGC 3285
NGC 3285 (również PGC 31217) – galaktyka spiralna z poprzeczką (SBa), znajdująca się w gwiazdozbiorze Hydry. Odkrył ją John Herschel 24 marca 1835 roku.